# 숭인전
숭인전(崇仁殿)은 조선민주주의인민공화국 국보 제5호로, 1325년에 지은 사당 건물로서 현재 있는 한국의 옛 건물 가운데서 비교적 이른 시기의 건물이다. 건물은 평양시 중구역 종로동 평양학생소년궁전 옆에 숭령전과 나란히 서 있다.
본래는 중심건물인 정전을 비롯하여 재계청, 신문(숭인전의 남문), 동, 서 행랑, 동, 서 협문, 대문, 소문, 비각 등 10여 채의 부속건물들이 있었다. 6·25 전쟁 때 부속건물은 파괴되고 정전도 피해를 입었으나 1954년에 정전과 대문 등이 복구되었으며, 1977년에 길건너 숭령전 옆으로 옮겼다.
정전은 앞면 3칸(12.97m), 옆면 8.72m이며, 배부른 기둥에 안팎 3포로 짜올린 포식두공을 얹었으며, 겹처마 합각지붕에 아름다운 단청을 하였다. 이 건물에서 특히 주목되는 것은 모서리 기둥을 가운데 기둥보다 약간 내세우면서 조금씩 높였을 뿐만 아니라 안기울임을 주어 건물의 안정감을 돋군 것이다. 두공의 산미는 간결한 쇠서형이다. 천장은 통천장이고 동자주와 대공에 간단한 장식을 붙이고 대공좌우에 활개까지 걸었다.숭인전의 정전은 건물 각부재 요소들의 결합과 힘의 전달, 그 역학적 처리, 천장구조를 노출시켜 압박감을 제거시킨 효과적인 장식수법 등 고려 건축의 특징을 잘 보여준다.